# Honti József
Honti József (Komárom, 1955. április 1. –) labdarúgó, edző, sportmenedzser, vállalkozó, a Dorogi FC Örökös Tagja. A dorogi klub történetében a leghosszabb ideig tevékenykedő edző, aki vezetőedzőként 1993 és 2001 között 9 bajnoki évadban 207 bajnoki mérkőzésen ült a csapat kispadján.

## Pályafutása

### Labdarúgóként
A Dorog melletti Sárisápon nőtt fel és ott is kezdte pályafutását a Sárisápi Bányász csapatában 1968-ban. Még ifjúsági korú volt, amikor 1973-ban átigazolt a Dorogi AC csapatához, ahol az utánpótlás- és a tartalék csapatokban szerepelt. Első hivatalos bajnoki mérkőzésére 1977-ben került sor a felnőtt csapatban. 11 alkalommal szerepelt NB I-es mérkőzésen, közte az 1976–77-es bajnoki évad zárómeccsén a Zalaegerszeg elleni idegenbeli találkozón, amely egyben a mai napig a dorogi klub legutolsó első osztályú mérkőzése. Ezt követően négy évadon át az NB. II-ben szerepelt csapat tagja. Egyik legemlékezetesebb mérkőzése 1978-ban a Veszprém elleni győzelem, ahol a két góljával nyert a Dorog 2:1-re. Dorogon edzői voltak Ivanics Tibor, Galbács Pál, Prohászka János, Varga János, Nagy István és Magyar György. 1981-ben visszaigazolt az anyaegyesülethez Sárisápra és ott fejezte az aktív labdarúgást az 1980-as évek közepén.

### Edzőként
A Testnevelési Egyetemen végzett sportmenedzser és labdarúgó-edzői szakon. Az 1987-1988-as évadban volt játékostársa, Gabala Ferenc pályaedzője volt a Dorogi Bányász NB III-as csapatánál, amely a bajnokság végén kiharcolta a feljutást az NB II-be. Gabala edzővel sikeresen szerepeltek a második vonalban, majd a Gabalát 1989-ben váltó Reszeli-Soós István mellett volt pályaedző 1992-ig. 1989 nyarán, a klub fennállásának 75. évfordulója alkalmából rendezett nemzetközi tornán kupa-győztesek lettek. Az egyre előkelőbb bajnoki helyezések mellett részese volt a sikeres Magyar Kupa szereplésnek, majd a nemzetközi Húsvét Kupa elhódításának. A csapat az NB I-be való jutásának elbukása miatt lemondott Reszeli edző helyett nevezték ki vezetőedzőnek 1993 nyarán.
Meglehetősen mostoha körülmények között vette át a bajnokság után teljesen szétszedett csapat maradványát. Mindössze hét játékos maradt a múlt évi ütőképes és nagy létszámú keretből. Ezen felül a menet közben privatizált Dorogi Szénbányákból lett DOSZÉN Rt. megszüntette a kiemelt anyagi támogatást, így meglehetősen szerény anyagiakkal rendelkezett az egyesület az új évad előtt, valamint alig néhány hét állt a rendelkezésére a bajnoki nyitányig. Ennek ellenére egy reményteljes csapatot sikerült összehoznia. A megmaradt állományt elsősorban saját nevelésű ifistákkal és szintén fiatal, ismeretlen játékosokkal, akikben látott fantáziát, töltötte fel a csapatát. Segítője az új évadban, egykori edzője, Varga János lett. Erősítésként a Vácra igazolt Kasza István helyett cserébe kapott Lénárt János, a Debrecenbe távozott Szatmári Csaba helyett pedig az előző év NB. II-es gólkirálya, a bolgár Ivo Georgiev érkezett. Honti csapata majdnem napra pontosan 10 évre az Esztergom elleni szégyenletes 5:1-es vereséget leverte a szomszédvár csapatán. Igaz, nem bajnoki tétmérkőzésen, hanem az 1993-94-es bajnoki évad főpróbáján Esztergomban, közel ezer néző előtt ugyanúgy 5:1-re győzték le a házigazdákat. A bajnoki szereplés minden előzetes várakozást felülmúlt. A Dorog, az őszi bajnok nagykanizsai csapattól két pontnyi különbséggel a 3. helyen végzett. Pedig nem indult zökkenő mentesen a szezon, ekkor még becsúszott 1-1 vereség, igaz a bajnok Nagykanizsa otthonában elszenvedett 2:0-s vereség ellenére egyenrangú volt a csapat és ha két ízben is ziccerben nem a kapufát találják el, pontot szerezhettek volna. Szekszárdon egy erősen vitatható 11-es góllal kaptak ki 1:0-ra, Keszthelyen pedig a felhőszakadás-szerű zivatar által teljesen irreálissá vált pályán veszítettek 2:1-re. Ezt követően azonban nem csak veretlenek maradtak, de a hátra levő meccseken csak egyetlen fordulóban kaptak gólt. Ennek megfelelően a mindössze 7 kapott góllal a mezőny legjobb védőmunkáját a dorogiak produkálták. Azonban amennyiben csapata egy picit is szerencsésebb, akár az élen is végezhetett volna. Ugyanakkor sorozatban sújtották a téves játékvezetői döntések a dorogiakat ebben a szezonban. A legvitatottabb mérkőzések közül Puhl Sándor kegyelmezett meg a Zalaegerszegnek, ahol a dorogiak három góljától menekítette meg a vendégeket, vagy Herbály Lajos, aki a Mohács elleni találkozón "mentett" pontot a baranyaiaknak, vagy a zárófordulóban, ahol a játékvezető három alkalommal is szemet hunyt a veszprémi védők 16-oson belüli egyértelmű kézzel való mentései felett. Mindhárom találkozón a biztos dorogi győzelem helyett be kellett érniük a döntetlennel. Szintén nagyban befolyásolta az eredmény alakulását számos játékvezetői döntés a Budafok elleni idegenbeli találkozón, igaz azonban, hogy azon a mérkőzésen több holtbiztos helyzetet is elpuskáztak játékosai. Kétszer a kapufát találták el, valamint az előre húzódó balhátvéd, Borsos Zsolt még az üres kapuba is képtelen volt betalálni. A történtek ellenére azonban a nyilvánosság előtt soha sem bírálta a játékvezetőket. A bravúrosnak mondható őszi szezon mellett csapata egységes, támadószellemű és stílusosan játszó közösségé formálódott. Azonban a szezon végére egyre gyakrabban merültek fel finanszírozási gondok és Csuha András klubelnök már novemberben is vészjóslóan említette a klub megszűnésének lehetőségét. Honti edző minden körülmények mellett vállalta a maradást, egyetlen feltételt szabott csupán, mégpedig azt, hogy a szorult helyzet ellenére sem adjanak el játékosokat. Más lehetőség nem lévén, az elnökség kényszerből, hogy bevételhez jussanak, több labdarúgót mégis kiárusított. A katasztrofális helyzetben a történtek miatt lemondott. Mint ismeretes, a csapat a bajnokság végén, immár a tavaszi szezontól kinevezett Haraszti János edzővel kiesett az NB II-ből.
Hontit 1995 nyarán visszahívták az edzői székbe. A klub azóta Dorogi SE néven átalakult és az önkormányzat vette védőszárnyai alá. Az anyagiak meglehetősen szerények voltak ugyan, de Dr. Tittmann János polgármester és a képviselő testület korrekt módon viszonyult az egyesülethez. Honti elfogadta a feltételeket és néhány hónap leforgása alatt alapos változások álltak be. Az előző szezonban az NB III-ban éppen csak bennmaradt csapat a következő évadban bajnokesélyessé lépett elő, gyakorlatilag ugyan azzal a kerettel. Némi személyi változásként Simon László és Szadlacsek István visszatértek a csapathoz, valamint a botrányos kimenetelű Kispest Honvéd–Ferencvárosi TC Magyar Kupa-döntőt követően eltiltott Vanicsek Zoltán a Fradiból igazolt Dorogra. A csapat végig nagy versenyfutásban állt a bajnok Gázszer FC ellenlábasaként. A bajnok csak egyetlen pontot tudott szerezni a Dorog ellen, úgy hogy hazai pályán a 2:1-re vezető dorogiak ellen az utolsó pillanatokban egyenlített, míg Dorogon tavasszal lefutballozta őket a Honti-legénység és biztosan verte 3:1-re. Azonban néhány nem várt vereség és pontvesztés miatt a végére csak a 4. helyhez volt elegendő. Igaz, az elmúlt évi 15. hely után ez óriási előre lépésnek számított. Nem beszélve a csapat játékáról, amely igazi szórakozást nyújtott a szurkolóknak. A korábbi 500-600 nézőre megcsappant érdeklődés az új szezonban megsokszorozódott, több alkalommal pedig elérte a 3000 főt.
1996-ban fokozódtak a sikerek. Előbb a Magyar Kupa megyei döntőjét nyerték meg a Komárom és a Tatabánya megelőzésével a megyei döntő hármas körmérkőzéseinek győzteseként, majd az országos főtáblára való bekerülést követően a Vasas SC-vel, a Paksi SE-vel és a Lajoskomárommal kerültek egy csoportba, ahonnan bravúrral tovább jutottak. Végül a legjobb 16-közé jutásért az Újpesti TE-vel szemben búcsúztak úgy, hogy a visszavágón legyőzték az újpestieket. Azon a mérkőzésen az Újpest válogatott védője, Sebők Vilmos képtelen volt tartani az elemében játszó dorogi Czifferi Tamást. Ha a dorogiak higgattabbak, valamint Szűcs Lajos nem véd olyan káprázatosan, akkor az amúgy is bravúros győzelem még vaskosabb meglepetéssel szolgálhatott volna. Közben a bajnokság mezőnyének egyértelmű favoritja lett a dorogi csapat. Már a bajnoki rajt is sokat sejtetett, miután az első hat fordulót zsinórban megnyerték, köztük kiállítások miatt két mérkőzést emberhátrányban játszva (az egyik találkozón ráadásul kettős emberhátrányban) 14:2-es gólaránnyal. Még ugyan ebben az évben a vb-selejtezőre készülő magyar válogatott ellen játszottak előkészületi mérkőzést, ahol kitűnően helytálltak és csak a szerencsés húzásnak, Torma Gábor beállítása utáni góljának köszönhetően kerülte el a nemzeti csapat a még nagyobb blamázst. Edzői pályafutása 1997-ben kezdett kiteljesedni, miután csapata bajnok lett az NB III Duna-csoportjában, majd a Dunakeszi elleni sikeres osztályozót követően az NB I/B-be jutottak. A folyamatosan nagy létszámú szurkolók egyre sokasodtak és az osztályozó mérkőzés visszavágóján 10 ezren biztatták a dorogiakat, amely minden bizonnyal minimum országos rekord. Az egyesület azonban nem tudott kitörni a szűkös anyagi keretei közül, így két osztálynyit ugorva is az NB III-as keret játszott, amely egyetlen szerény igazolást tudott kieszközölni erősítést gyanánt, az azóta az NB I-be jutott Gázszer FC-ből Bajkai Zoltán személyében. Sokkal inkább gyengülni látszott a gárda, a kiváló Simon kapus távozása miatt. A dorogiak mégis eséllyel tudták valamennyi ellenfelük ellen felvenni a küzdelmet, sőt éppen a favorit csapatok ellen gyűjtötték a legtöbb pontot. A Nagykanizsát 4–1-re verték meg és Salgótarjánban úgy nyertek 2–0-ra, hogy még azt a luxust is megengedhették maguknak, hogy egy 11-est kihagyjanak. Ezen felül a két éllovas és végül az NB I-be került Nyíregyháza és a III. Kerületi TVE ellen döntetlent játszottak úgy, hogy a nyírségiek ellen a második félidő közepén még 2–0-ra vezettek. A bajnoki szereplés mellett ebben az évben is sikeres kupa-szereplést könyvelhetett el. A Magyar Kupa megyei döntőjében 6:0 arányban legyőzték a Tatabányát, majd az országos főtáblára kerülve a Kispest Honvédot is magába foglaló erős csoportból is továbbjutottak és a 16-közé jutásért teljesen nyílt mérkőzésen maradtak alul az MTK-val szemben. A mezőny 20 csapata miatti hosszú szezon és a párhuzamos kupa-szereplés azonban sokat kivett a játékosokból és a táblázat alsó házában zártak, de mindenképpen bizakodóan nézhettek a tavaszi folytatásra. Közben a tőkeerős Budalakk Konzorcium Rt lépett be a támogatói sorba, akik alaposan átszervezték a csapatot. Tekintve, hogy előrelépésnek és biztos anyagi forrásnak tűnt a vállalkozás, így Honti edző átadta helyét a Sarlós-Tóth edzőpárosnak.
Az új vezetőség, élén Valencsik Ferenc klubelnökkel, néhány hónap után szerződést bontott Sarlósékkal és Bozai Gyulát nevezte ki vezetőedzőnek, aki viszont az utolsó helyre vezette a csapatot. Ekkor, a tavaszi szezon derekán őt is menesztették és Hontit visszahívták, aki egy hitehagyott, demoralizált csapatot "örökölt" elődjétől. A feladata szinte reménytelen volt. A sereghajtó, csődtömeg gárdát kellett volna tudni benntartania az NB. I/B-be, ráadásul úgy, hogy menet közben a Budalakk kivonult a támogatói sorból, így a játékosok már jó ideje nem kaptak fizetést és a bajnokság végéig nem is kaptak többet egy fillért sem. Honti mester a MATÁV Sopron elleni hazai mérkőzésen ült újból a kispadon és a sokkal esélyesebb ellenfél ellen máris győzelemre vezette csapatát, ahová az addig mellőzött egykori játékosait állította csatasorba. A győzelmen túl egy harcos, küzdőszellemű Dorogot láthattak viszont a szurkolók, akiknek a kezdeti, az  NB I-ben is megirigyelt száma menet közben érthetően alaposan megcsappant. A csapat pontjai lassan gyarapodni kezdtek, de a tetemes hátrányuk miatt nem tudtak elmozdulni az utolsó helyről. Nyíregyházán, a listavezető ellen bátor támadójátékkal rukkoltak elő, amely teljesen meglepte a hazaiakat. A jó játék mellett a csapat egy gólos előnnyel térhetett pihenőre a szünetben. Az egész bajnokságban nem volt még arra példa, hogy vendégcsapat vezessen a Nyíregyháza ellen. A hazaiak hatalmas csatában és némi szerencsével fordítani tudtak és nyertek 2–1-re, de a dorogiak önbecsülése szempontjából erkölcsi győzelemnek könyvelhették el a találkozót. A sportszerű és nagyszámú nyíregyházi szurkolók a mérkőzés után vastapssal kísérték a levonuló dorogi csapatot és külön köszöntötték Honti edzőt is. Az igazi feltámadást a Dunaújváros elleni idegenbeli bravúros pontszerzés jelentette. A hazaiak az NB. I-be jutásra esélyes csapatként csak a gólarány mértékét latolgatták, ám a dorogiak az utóbbi hetekben megszokott stílusban küzdöttek és még győzelmi esélyük is volt, azonban a mérkőzés legnagyobb helyzeténél a kapufa mentette meg a hazaiakat. Egy héttel később még a legpesszimistább szurkolók is bizakodni kezdtek, miután hétközi fordulóban nyertek Nagykanizsán, majd a hétvégén Csepelen is. A csapat egy hét alatt háromszor lépett pályára idegenben és 7 pontot szerzett 4–1-es gólaránnyal. A Csepel FC ellen még azt is elbírta a csapat, hogy harmadik, egyben teljesen szabályos góljukat érvénytelenítette a játékvezető. Honti edző vezetésével feltámadt csapat a mérkőzés után elkerült a kieső helyről, amelyre aligha számított bárki is. A szurkolók meccsről-meccsre egyre nagyobb számba tértek vissza. A Pécsi MFC ellen már komoly nézőszám előtt folytatódott a csapat menetelése. A lendületbe jött dorogiak magabiztos 3:0-s győzelemmel hozták a meccset. A Kecskemét elleni utolsó idegenbeli mérkőzésen a játék képe alapján minimum döntetlent érdemeltek volna, azonban Bede Ferenc nem kis meglepetésre a ziccerben került Czifferi felvágása után 11-es helyett továbbot intett, a hazaiak pedig egyszer betaláltak. Ugyanakkor a vetélytárs Tiszaújváros meglepetésszerű Szolnokon aratott nagyarányú győzelme miatt a zárófordulóban  a biztos bennmaradásért győznie kellett a Dorognak hazai pályán a Soproni FC ellen. Sokáig nem is volt probléma, hiszen a csapat vezetett 1–0-ra, bár a dorogiak egyik legjobbját, Bodó Lászlót a mérkőzés hevében durván fejbe rúgták és kiesett a további küzdelemből, valamint sikerült egy 11-est is kihagyni. A biztos győzelem azonban elúszott, miután a soproniak a hajrá perceiben kiegyenlítettek. Azonban ez sem lehetett volna akadálya a bennmaradásnak, hiszen a Tiszaújváros győzelmére az élbolyban tanyázó Érdi VSE ellen kevesen számítottak. Ahogy azonban az elmúlt héten a szintén az élmezőnyhöz tartozó Szolnokot, úgy ezúttal most az érdieket is legyőzték, ami pedig a dorogiak vesztét okozta, mivel így kiestek. Sokan meglehetősen gyanúsnak vélték a tiszaújvárosiak kettős sikerét a bajnokság végén és felmerült a tisztátalanság eshetősége is, végül nem volt folytatása az esetnek. Minden esetre Honti edző kis híján elérte azt, amire sokan nem adtak volna egy petákot sem.
A következő, 1998–1999-es évadban az NB II-ben szereztek bronzérmet. A 2. helyezett BKV Előre SC ellen négy pontot szereztek, azonban a bajnok Százhalombattával szemben csak egy döntetlenre futotta.
A Magyar Kupa megyei döntőjének megnyerésével immár harmadszor is a főtáblára kerültek, ám ezúttal a Százhalombatta, Kispest Honvéd és Mór alkotta csoportból nem sikerült a bravúros továbbjutás, mert a két magasabb osztályban játszó ellenfele ellen szoros mérkőzéseken, de kikaptak. Az 1999–2000-es bajnoki évadban egyértelmű cél volt az NB I-be való jutás. A csapat magabiztosan feljutó helyen zárta az őszi szezont, azonban tavaszra teljesen kiürült az egyesület kasszája. A pénztelenség ellenére Honti edző végig akarta vinni az eredeti céloknak megfelelően a szezont és az NB I-be (a Profi Liga felállításával, az NB I az amatőr első osztály lett, hasonlóan a két világháború közötti versenykiíráshoz) vezetni csapatát. A teljes gárda felsorakozott edzője mellé és a mostoha körülmények ellenére senki sem hagyta el az egyesületet és sikeresen kiharcolták a feljutást. Az NB. I-es rajt előtt közvetlenül talált szponzort a klub, így a szokásos önkormányzati éves támogatással együtt összejött az induláshoz szükséges anyagi háttér, igaz, még így is messze a legszerényebb költségvetésű klub volt a mezőnyben. Ennek ellenére a 2000-es szezonban sikerült bennmaradniuk, még mindig az 1995-96 között, a harmadosztályban formálódott csapattal. A bajnokság során egy 5 egymást követő győzelmi szériát produkált, közben egy Ferencváros elleni bónuszmérkőzésen kiharcolt 2:2-es döntetlen is hozzájárult a sikeres szériához. A 2000-2001-es évadban is az 5-6 éve megszokott alapkeret állt a rendelkezésére, amelyhez csatlakozott Hollik András, valamint három NB. I-t is megjárt játékos, Duró József, Budovinszky Krisztián és Kecskeméti Péter személyében, valamint szintén az NB I-ből hét év múltán visszatért az egykori dorogi játékos, Kasza István. A hosszú évad alatt számos sérülés tizedelte folyamatosan az amúgy is szűk játékos-keretet, amellyel az utolsó fordulóig sikerült tartani a bennmaradási reményeket. A záró fordulóban, hazai pályán egy pontot kellett volna szerezni a bajnoki ezüstéremre pályázó Százhalombatta ellen. A zárófordulóra azonban csak hét hadra fogható játékos maradt, a többiek sérülésekkel bajlódtak. Ketten sérülten is saját felelősségükre vállalták a játékot, valamint néhány ifistával töltötték fel a csapatot. Sok reménye nem lehetett az erőtől duzzadó és az egész bajnokságban nagyszerűen szereplő vendégek ellen, ráadásul az első percekben máris vezetéshez jutott az ellenfél és az első félidő derekán egy kiállítás miatt meg is fogyatkoztak a dorogiak. A második játékrész elején már 3:1-re vezetett a Százhalombatta, amikor a hazaiak minden erejüket és kétségbe esésüket összeszedve hihetetlen hajrát produkálva kiegyenlítettek. A vendégek azonban nem sokra rá újból előnyhöz jutottak. Az utolsó perc hozta az igazi csattanót, miután 11-eshez jutott a Dorog, miután Durót felvágták a 16-oson belül. A hatalmas lelki teher és a fáradtsággal küszködő játékosok közül senki sem merte elvállalni a büntetőrúgást, maga a sértett sem, aki a szabálytalankodás következtében megsérült. Végül Takács Gábor áldozta fel magát, akinek "lövése" alig ment el a kapuig, így a kapus könnyen hárítani tudott. Az eset után véget is ért a mérkőzés. Ahogy négy évvel korábban a feljutási örömtől meghatódottan, úgy most is, a szerencsétlen kiesés ténye miatt a játékosok, a szurkolók és Honti edzőék is zokogtak a lefújást követően. A sors azonban kegyes volt velük szemben ezúttal, mivel menet közben volt visszalépő, így a Dorog mégsem kényszerült az alacsonyabb osztályba. A bennmaradásnak azonban nagy ára volt. Az új évadra Strausz Lászlót, a Siófok edzőjét és vele együtt egy csapatra való új játékost szerződtettek.
Mint utólag kiderült, a Százhalombatta elleni drámai mérkőzés volt Honti József utolsó csatája a Dorog vezetőedzőjeként, aki közel egy évtizednyi időn át – egyetlen év kihagyásától (1994-95-ös évad) eltekintve -,  egymást követő kilenc bajnoki évadon keresztül edzőként rekordot állított fel a 207 bajnoki mérkőzéssel. Edzői ténykedése alatt folyamatosan anyagi gondokkal küzdött az egyesület, így az elért eredményei még inkább felértékelődnek. A szakmai szempontok mellett elsősorban közösségformáló és kiváló pszichikai érzéke teszi munkáját különlegessé. Kevés edző tudott volna ennyi eredményt elérni hasonló körülmények között. Mindezek mellett sokat nyomott a latba a dorogi klub és a város iránti fanatikus szeretete. Egykori újságinterjúban nyilatkozta egyszer: "Minden idegszálammal Doroghoz kötődöm". A hosszú dorogi pályafutás után a Zsámbéki FC edzője lett és helyi sporttörténelmet írt, miután a csapat fennállása alatt először került az NB. II-be. A csapatban egykor Dorogon játszó játékosait is beépítette, köztük Vanicsek Zoltánt, Brandhuber Barnát és Izeli Józsefet. Zsámbékról az útja Ausztriába vezetett, ahol egy ideig negyedosztályú csapatnál edzősködött sikeresen. 2010 óta a Sárisápi Bányász edzője. A sors érdekessége, hogy a 2010-2011-es évadban az NB III-ban a Doroggal voltak egy csoportban, ahol Honti csapata le tudta győzni egykori klubjának együttesét.

### Szaktanácsadóként
Az edzősködés után ellenfél- és játékos megfigyelőként segítette a dorogi klubot és Miskei Attila vezetőedző munkáját a 2012–2013-as évadban. A dorogiak egyik legsikeresebb igazolásában is szerepet játszott, amikor Schultz Leventét sikerült Dorogra hívni.

## Fair-play
- Kevesen csinálták volna végig azt, amit ő vállalt, amikor 2000-ben gyakorlatilag a teljes pénztelenség ellenére kitartott a dorogi klub és a csapat mellett. Az már csak a ráadás volt, hogy az egyenlőtlen viszonyok közepette is az NB. I-be vezette a Dorogot.
- Szintén kivételes sportszerűség példája volt, az 1997/98-as bajnokság nyitófordulójában történtek. A Dorogra igyekvő nagykanizsai csapat nem érkezett meg, mert útközben lerobbant a csapatot szállító autóbusz. A játékvezető, miután a kötelező és a méltányossági várakozás idő is letelt, közölte, hogy a jogszabályoknak megfelelően a mérkőzést 3:0-s gólaránnyal a Dorognak írják jóvá. A két osztálynyit előrelépő újonc csapatnak ez nagyon jól jött volna, azonban Honti edző közölte, hogy hajlandóak várni és késéssel is lejátszani a meccset. Ezen felül a dorogiak egy mentesítőbuszt is küldtek az elakadt ellenfél számára, majd a kanizsaiak megérkezését követően még abban is engedékeny volt, hogy tisztességesen be tudjanak melegíteni a vendégjátékosok. Több, mint egy óra késéssel indulhatott a találkozó, ahol a sors visszaadta Honti nagylelkűségét, mégpedig számszerűen is, mivel a dorogiak 4:1-re nyertek.
- Két ízben játékvezetőt mentett meg a feldühödött szurkolók tettleges bántalmazásától. Az első esetnél 1996 nyarán, a Dorog – Vasas Magyar Kupa 32-közé jutásért lejátszott csoportmérkőzést követően a hazai szurkolók lincshangulatban várták Hidasi Gyula játékvezetőt, hogy elégtételt vegyenek a meccsen ért sérelmek miatt. Előbb egy szép, néhány húzásból álló támadást követően Czifferi 18 méterről óriási gólt lőtt Sáfár Szabolcs kapujába, azonban a játékvezető érthetetlen módon nem adta meg, majd az első félidő utolsó perceiben megint csak Czifferi volt a főszereplő, miután teljesen tisztára játszotta magát, majd abszolút ziccerben a Vasas-védők valósággal letaglózták a 11-es pontnál, ám Hidasi nem adott büntetőt. A mozdulni sem bíró dorogi csatárt még a két félidő közötti szünetben is ápolták és próbálták összefoltozni. A második játékrészben is sokat bakizott a játékvezető a Dorog kárára, majd a vendégek találtak egy gólt, amellyel megnyerték a meccset 1:0-ra. Tekintve, hogy a dorogiak az első meccsüket a szintén magasabb osztályban szereplő Paks ellen megnyerték, így a Vasas elleni győzelemmel már el is döntötték volna a továbbjutás kérdését. A magukból kivetkőző szurkolók bosszúért kiáltottak és a bíró fejét követelték. A mérkőzés után tekintélyes tömeg várakozott az öltözősor bejárata előtt. A dorogi rendezőknek azonban sikerült szerencsésen kimenekíteni a bírókat, mégpedig a fedett lelátórendszerben épült fitness-szalonon keresztül, amelynek közvetlen összeköttetése van az öltözőkkel. A történtek ellenére Hidasi Dorogon kívánt a játékvezetői delegációval együtt megvacsorázni a város kedvelt és frekventált vendéglőjében, a Határ Csárdában. Valahogy a szurkolók értesültek erről és tömegesen indultak a csárdához. Hidasiék megdöbbenve szembesültek a szurkolók látogatásával és menekülőre fogták a dolgot, azonban a vendéglő parkolójában bekerítették őket. Ekkor érkezett a történtekről tudomást szerző Honti edző száguldó autóval és már  messziről az ablakon kihajolva rimánkodva üvöltötte, hogy ne bántsák a bírót. Lélekjelenlétével, valamint a szurkolókkal való baráti viszonyának köszönhetően a drukkerek elengedték Hidasiékat.
- 1997 őszén ugyancsak Magyar Kupa-mérkőzés után szabadultak el az indulatok. A tét már a 16-közé jutásért folyt az MTK ellen. Ezúttal Bede Ferenc bánta volna a dorogi vizitálást, ha nincs Honti segítő szándéka. A puskaporos hangulatot tetézte, hogy Bede játékvezető már korábbi mérkőzéseken való tevékenységeinek köszönhetően nem tartozott a dorogi szurkolók kedvencei közé, azon a mérkőzésen pedig tovább szította a feszültséget azzal, hogy ítéleteivel döntő mértékben befolyásolta a végeredményt. Elvett egy gólt a hazaiaktól, amikor Babos Gábor kapus egy kirúgást követően a 16-os előterében a leghátsó mezőnyjátékost, Kuttor Attilát akarta játékba hozni, de az MTK védője a kapunak háttal állva nem vette ezt észre, az élelmes Czifferi pedig lecsapott az ajándékba kapott labdára és a kapuig menetelt. A bíró azonban érvénytelenítette a szabályos labdaszerzést és újra végeztette el a kirúgást. Egy másik esetnél az MTK egyik támadását követően egyértelműen a vendég játékosról hagyta el a játékteret a labda. Kirúgás helyett azonban szögletet ítélt, amelyből gólt értek el a fővárosiak. A meccs után a stadionon belüli parkolóban rohamozták meg Bedét, de mielőtt bármi is történhetett volna, ezúttal is Honti József mentette ki a játékvezetőt.

## Érdekességek
- Mindig nagy tisztelője volt a régi elődöknek és játékosainak mindig anekdotázott a régi dorogi sport-történetekről. Egyik fő példaképe, Varga János volt, akivel együtt dolgozhatott, mégpedig a teljes dorogi edzősége alatt.
- A mérkőzéseken nagyszámú nézősereg volt, egy ízben pedig 10 ezer szurkoló előtt is játszhattak, amely elképesztő rekord NB. III-as meccsen.
- A szurkolók nagy számán felül a lelátókon illusztris személyek is gyakran megtekintették a találkozókat. Az Ilku-testvérek szinte minden meccsen képviselték magukat, rajtuk kívül pedig nem egyszer tisztelte meg jelenlétével Czibor Zoltán, Puskás Ferenc, Csank János, vagy Bene Ferenc a Dorog meccseit, de megfordult NATO-delegáció is bajnoki mérkőzésen.
- A nagyfokú népszerűsége és sikerei ellenére akadtak kritikus hangok is edzői tevékenységével kapcsolatban. Elsősorban azt nehezményezték személyével kapcsolatban, hogy nem elég keménykezű tréner, túlságosan "bratyizik" a játékosaival, ezért nincs igazán tekintélye, a játékosok pedig a lazaság és az edzések nem kellő hatékonysága miatt erőnléti problémával küzdenek. Tény, hogy nagyon közvetlen, mondhatni családias viszony volt játékosaival, azonban az eredmények őt igazolták. A csapat nem igen veszített erőnléti gondok miatt, inkább az ellenkezőjére akad példa, amikor a csapat vesztett helyzetből, akár két gólos hátrányból a hajrá perceiben volt képes fordítani. Problémás kondícióval ez aligha ment volna. Az tény, hogy mindig játékos-párti volt, és kivétel nélkül szerette is labdarúgóit, ám ha úgy alakult nagyon is következetes és hajthatatlan volt. 1997-ben a bajnoki címért küzdő csapata a Komárom elleni idegenbeli rangadóra készült és a csapat együtt töltötte a mérkőzés előtti napot is. A három legmeghatározóbb játékos, Simon, Harmath és Vanicsek azonban megszegte a Honti által előzetesen előírt  este 10 órai takarodót. Ezért mindhármukat azonnali hatállyal felfüggesztette és nem kerülhettek többet a csapatba. Az elnökség fegyelmi tárgyalást tartott az esettel kapcsolatban, ahol még az elnökség tagjai is korteskedtek a megtévedt játékosok mellett, Honti azonban hajthatatlan maradt. Ugyanígy lépett fel a később Mucha Bálint ügyében is. A játékos a Kecskemét elleni mérkőzésre késve érkezett, ráadásul a kezdő csapatba lett jelölve. Honti ezúttal is határozottan mellőzte a játékost, még édesapja, Mucha József tekintélye és a dorogi kapcsolatai sem tudták megváltoztatni a döntését.
- Honti edző nem mondhatja szerencsésnek magát a személygépkocsijaival. Az idők során szinte kivétel nélkül az összes autóját totálkárosra törte. Bár soha nem volt ittas a balesetek alatt, mégis példátlanul sokszor érte szerencsétlenség a közutakon. Azonban ő maga legtöbbször karcolás nélkül úszott meg minden egyes balesetet.
- 1996 nyár végén egy kritikus újságcikk jelent meg tevékenységét bírálva, miután a bajnokság 3. fordulójában Bodó László mesterhármasával nyert a Dorog idegenben és Honti mester a következő mérkőzésen mégsem játszatta kezdőkén. Miféle extra teljesítmény kell Dorogon ahhoz, hogy egy mesterhármast elérő játékos meg sem felel? – kritizált a cikk írója. Néhány nappal később Honti sarkalatos választ adott, miután reagált a cikkre, amikor azt nyilatkozta, hogy természetes az a játékos, aki mesterhármast lő egy meccsen, annak helye van a csapatban és ennek megfelelően kezdőként lépett pályára az elmúlt forduló hőse, Bajor Tibor, ugyanis mint kiderült, a túlbuzgó újságíró tévesen tudott, hogy nem Bodó, hanem Bajor lőtte mindhárom dorogi gólt.[10]

## Magánszemélyként
Polgári foglalkozását tekintve bányagépész technikus. 1973 és 1995 között a Dorogi Szénbányák dolgozója volt. Az 1990-es években nyitotta magánvállalkozóként családi vállalkozásban országos hírnevű sportboltját, a Honti Sport üzletet Dorog egyik frekventált bevásárlónegyedében, az Ella-közben. Világmárkájú sportszerek, sportfelszerelések forgalmazásával foglalkozott, egyben számos sportoló-híresség állandó szállítója és ellátója volt. Többek között ismert ügyfelei a Stadler FC, vagy Kovács "Kokó" István Olimpiai-, Világ- és Európa-bajnok ökölvívó, akivel az idők során barátok lettek. "Kokó" gyakori vendég volt Dorogon. Honti többször rendezett közönségtalálkozót a híres sportoló meghívásával.
Ezen felül a dorogi szurkolók nagy örömére Dorog-mezeket is készített a drukkerek részére. Anyagilag is hozzájárult a dorogi sporttörténeti kiadványokhoz, a klubbal kapcsolatban készült emléktárgyakhoz és a Dorogi Sportmúzeum létrehozásához. Házas, két gyermeke Réka és Blanka. Dorogon, a keleti városrészen építkezett az 1980-as évek elején.